# Fort Edward (kommun)
Fort Edward är en kommun i Washington County, New York.
Kommunen hade 10 205 invånare vid folkräkningen 2010. Inom kommunen ligger tätorten Fort Edward.